# Soppe-le-Bas
Ne doit pas être confondu avec Soppe-le-Haut.
Soppe-le-Bas (Needersulzbàch en alsacien) est une commune française de l'aire urbaine de Mulhouse située dans la circonscription administrative du Haut-Rhin et, depuis le 1er janvier 2021, dans le territoire de la Collectivité européenne d'Alsace, en région Grand Est.
Cette commune se trouve dans la région historique et culturelle d'Alsace.

## Géographie
Soppe-le-Bas se situe à l'ouest de l'Alsace à la frontière du Sundgau, 12 km au sud-ouest de Cernay et 9,5 km au sud-est du chef-lieu du canton de Masevaux, entre les communes voisines de Diefmatten au sud-est et Soppe-le-Haut au nord-ouest.
Soppe-le-Bas  fait partie  du canton de Masevaux et de l'arrondissement de Thann. La superficie de la commune est de 568 ha. Les habitants sont appelés les Soppois.
| Le Haut Soultzbach | Guewenheim   | Burnhaupt-le-Haut |
| Bretten            | Soppe-le-Bas |                   |
|                    | Diefmatten   | Burnhaupt-le-Bas  |

### Cours d'eau
- Le Soultzbach (ruisseau).

### Hydrographie

#### Réseau hydrographique
La commune est dans le bassin versant du Rhin au sein du bassin Rhin-Meuse. Elle est drainée par le Krebsbach et le ruisseau Soultzbach,.
Le Krebsbach, d'une longueur de 15 km, prend sa source dans la commune  et se jette  dans la Largue à Heidwiller, après avoir traversé sept communes. 

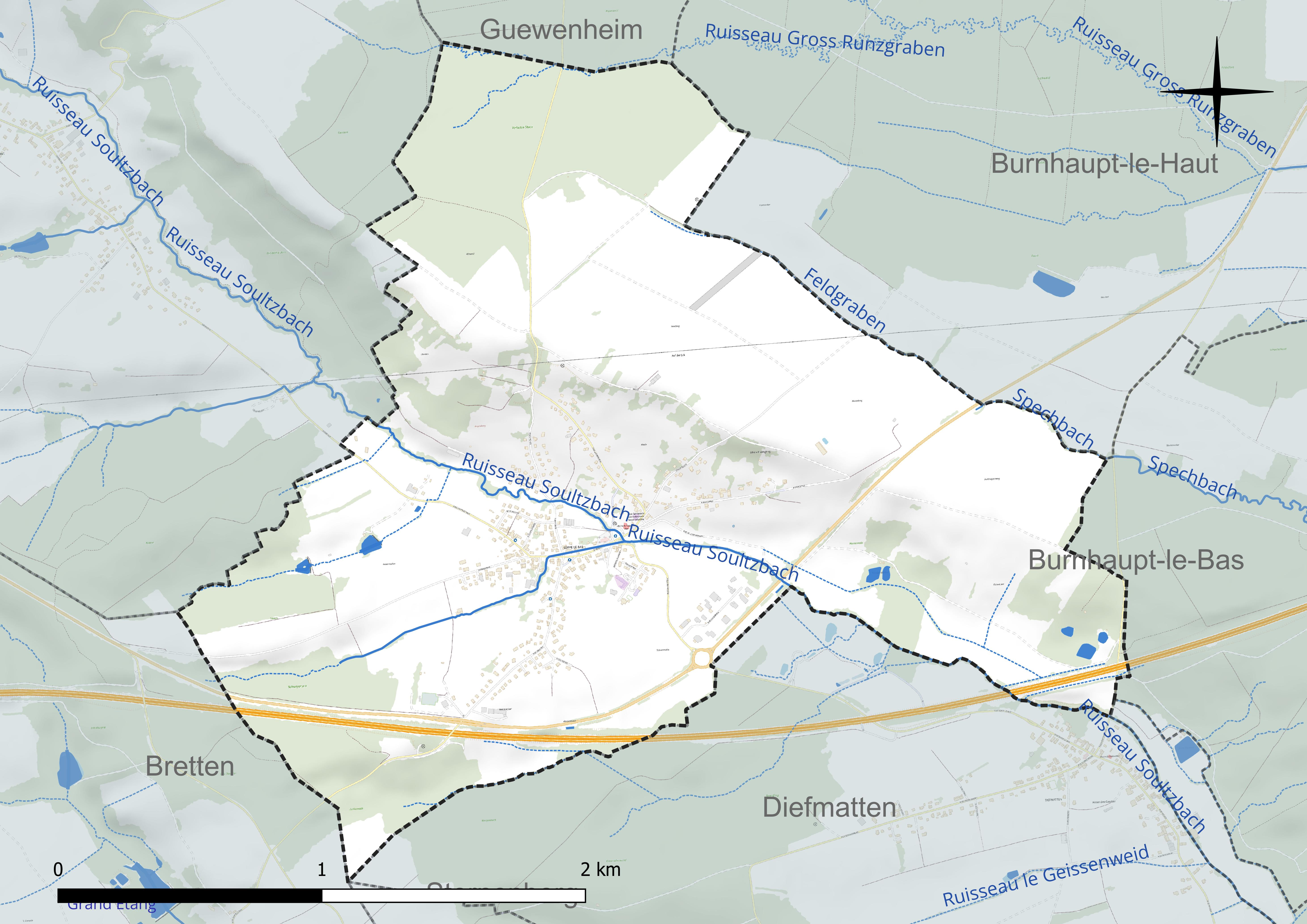
Réseau hydrographique de Soppe-le-Bas.

Le ruisseau Soultzbach, d'une longueur de 17 km, prend sa source dans la commune de Le Haut Soultzbach et se jette  dans la Largue à Balschwiller, après avoir traversé sept communes. 

#### Gestion et qualité des eaux
Le territoire communal est couvert par le schéma d'aménagement et de gestion des eaux (SAGE) « Largue ». Ce document de planification concerne le bassin versant de la Largue et une zone située à l'ouest du périmètre (la région de Montreux). Ce territoire s'étend sur 385 km2. Le périmètre a été arrêté le 4 mars 1996 et le SAGE proprement dit a été approuvé le 24 septembre 1999 puis révisé le 17 mai 2016. La structure porteuse de l'élaboration et de la mise en œuvre est le Syndicat mixte pour l'aménagement et la renaturation du bassin versant de la Largue et du secteur de Montreux, qui a évolué en Epage le 1er janvier 2018, sous le nom de Epage Largue. 
La qualité des cours d’eau peut être consultée sur un site dédié géré par les agences de l’eau et l’Agence française pour la biodiversité. 

### Climat
Pour des articles plus généraux, voir Climat du Grand Est et Climat du Haut-Rhin.
En 2010, le climat de la commune est de type climat des marges montargnardes, selon une étude du Centre national de la recherche scientifique s'appuyant sur une série de données couvrant la période 1971-2000. En 2020, Météo-France publie une typologie des climats de la France métropolitaine dans laquelle la commune est exposée à un climat semi-continental et est dans la région climatique  Vosges, caractérisée par une pluviométrie très élevée (1 500 à 2 000 mm/an) en toutes saisons et un hiver rude (moins de 1 °C). 
Pour la période 1971-2000, la température annuelle moyenne est de 10 °C, avec une amplitude thermique annuelle de 17,5 °C. Le cumul annuel moyen de précipitations est de 950 mm, avec 9,7 jours de précipitations en janvier et 9,7 jours en juillet. Pour la période 1991-2020, la température moyenne annuelle observée sur la station météorologique de Météo-France la plus proche, « Felon_sapc », sur la commune de Felon à 9 km à vol d'oiseau, est de 10,3 °C et le cumul annuel moyen de précipitations est de 1 056,1 mm. 
La température maximale relevée sur cette station est de 38 °C, atteinte le 7 août 2015 ; la température minimale est de −19,3 °C, atteinte le 20 décembre 2009,,. 
Les paramètres climatiques de la commune ont été estimés pour le milieu du siècle (2041-2070) selon différents scénarios d'émission de gaz à effet de serre à partir des nouvelles projections climatiques de référence DRIAS-2020. Ils sont consultables sur un site dédié publié par Météo-France en novembre 2022.

## Urbanisme

### Typologie
Au 1er janvier 2024, Soppe-le-Bas est catégorisée bourg rural, selon la nouvelle grille communale de densité à sept niveaux définie par l'Insee en 2022.
Elle est située hors unité urbaine. Par ailleurs la commune fait partie de l'aire d'attraction de Mulhouse, dont elle est une commune de la couronne,. Cette aire, qui regroupe 132 communes, est catégorisée dans les aires de 200 000 à moins de 700 000 habitants,.

### Occupation des sols
L'occupation des sols de la commune, telle qu'elle ressort de la base de données européenne d’occupation biophysique des sols Corine Land Cover (CLC), est marquée par l'importance des territoires agricoles (68,4 % en 2018), en diminution par rapport à 1990 (73,1 %). La répartition détaillée en 2018 est la suivante : 
terres arables (38,8 %), zones agricoles hétérogènes (29,6 %), forêts (23,5 %), zones urbanisées (8,1 %). L'évolution de l’occupation des sols de la commune et de ses infrastructures peut être observée sur les différentes représentations cartographiques du territoire : la carte de Cassini (XVIIIe siècle), la carte d'état-major (1820-1866) et les cartes ou photos aériennes de l'IGN pour la période actuelle (1950 à aujourd'hui).

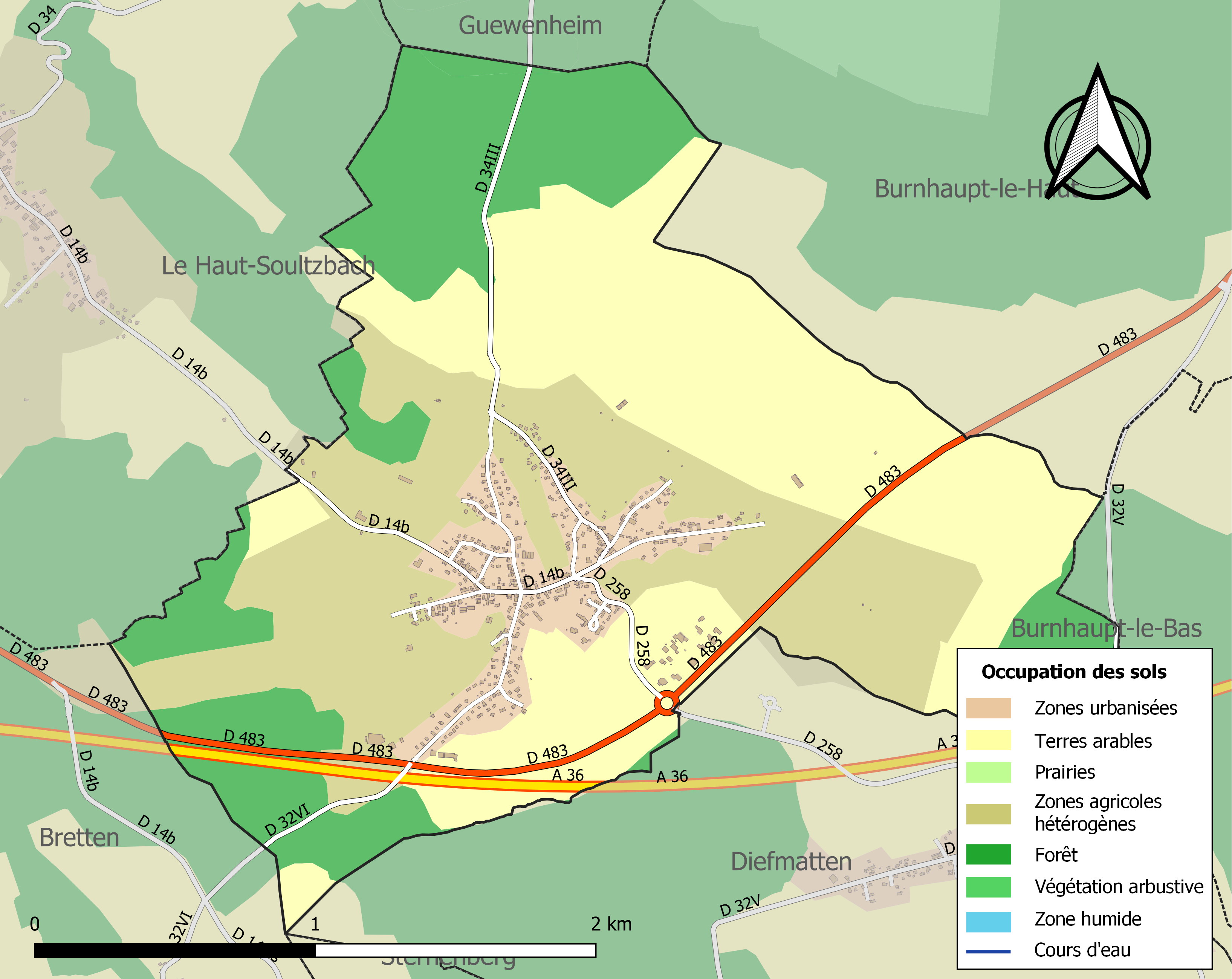
Carte des infrastructures et de l'occupation des sols de la commune en 2018 (CLC).

## Toponymie
- Teywino de Suspa (1105), Sulcebach (1185), Subibach (1188), Sultzbach (1441), Sultzbach (1576), Soppe le Bas (1793).
- En allemand : Nieder-Sultzbach[17].

## Histoire
Le village apparaît dans les archives en 1105 sous la dénomination de Suspa, en 1185 sous celui de Sulcebach et en 1302 sous celui de Sulzebach Inferior. Plus tard, on trouve le nom de Niedersulzbach pour désigner le village. Le village fait partie de la Seigneurie de Thann, puis entre 1324 et 1648 appartient aux Habsbourg. De 1648 à la Révolution, le village appartient aux ducs de Mazarin. La commune vit essentiellement de l'exploitation de la culture et de l’élevage de vaches laitières et de porcins.
La commune a été décorée le 17 mars 1922 de la croix de guerre 1914-1918.

### Héraldique
| Blason de Soppe-le-Bas | Les armes de Soppe-le-Bas se blasonnent ainsi : « Coupé, au premier de sable au lion issant d'argent couronné d'or, armé et lampassé de gueules, au second d'or au cornet de gueules, lié et virolé de même. » |

## Politique et administration

### Liste des maires
| Période                                  | Période   | Identité          | Étiquette    | Qualité                 |
| ---------------------------------------- | --------- | ----------------- | ------------ | ----------------------- |
| Les données manquantes sont à compléter. |           |                   |              |                         |
| mars 1989                                | mars 2014 | Francis Guttig    | DVD puis DLR | Maire honoraire         |
| mars 2014                                | mai 2020  | Richard Mazajczyk | SE           | Officier sapeur-pompier |
| mai 2020                                 | En cours  | Jean-Julien Weiss | SE           | Gérant de sociétés      |

### Budget et fiscalité 2015
En 2015, le budget de la commune était constitué ainsi :
- total des produits de fonctionnement : 476 000 €, soit 624 € par habitant ;
- total des charges de fonctionnement : 333 000 €, soit 437 € par habitant ;
- total des ressources d'investissement : 26 000 €, soit 34 € par habitant ;
- total des emplois d'investissement : 145 000 €, soit 191 € par habitant ;
- endettement : 36 000 €, soit 47 € par habitant.

Avec les taux de fiscalité suivants :
- taxe d'habitation : 10,62 % ;
- taxe foncière sur les propriétés bâties : 8,10 % ;
- taxe foncière sur les propriétés non bâties : 43,27 % ;
- taxe additionnelle à la taxe foncière sur les propriétés non bâties : 50,60 % ;
- cotisation foncière des entreprises : 18,98 %.

## Démographie
L'évolution du nombre d'habitants est connue à travers les recensements de la population effectués dans la commune depuis 1793. Pour les communes de moins de 10 000 habitants, une enquête de recensement portant sur toute la population est réalisée tous les cinq ans, les populations de référence des années intermédiaires étant quant à elles estimées par interpolation ou extrapolation. Pour la commune, le premier recensement exhaustif entrant dans le cadre du nouveau dispositif a été réalisé en 2004.

En 2022, la commune comptait 780 habitants, en évolution de +3,04 % par rapport à 2016 (Haut-Rhin : +0,66 %, France hors Mayotte : +2,11 %).
| 1793 | 1800 | 1806 | 1821 | 1831 | 1836 | 1841 | 1846 | 1851 |
| ---- | ---- | ---- | ---- | ---- | ---- | ---- | ---- | ---- |
| 444  | 423  | 487  | 609  | 688  | 681  | 696  | 656  | 712  |

| 1856 | 1861 | 1866 | 1871 | 1875 | 1880 | 1885 | 1890 | 1895 |
| ---- | ---- | ---- | ---- | ---- | ---- | ---- | ---- | ---- |
| 649  | 656  | 672  | 663  | 603  | 571  | 505  | 488  | 488  |

| 1900 | 1905 | 1910 | 1921 | 1926 | 1931 | 1936 | 1946 | 1954 |
| ---- | ---- | ---- | ---- | ---- | ---- | ---- | ---- | ---- |
| 493  | 479  | 443  | 414  | 400  | 390  | 361  | 294  | 282  |

| 1962 | 1968 | 1975 | 1982 | 1990 | 1999 | 2004 | 2006 | 2009 |
| ---- | ---- | ---- | ---- | ---- | ---- | ---- | ---- | ---- |
| 278  | 284  | 304  | 348  | 378  | 588  | 684  | 741  | 700  |

| 2014 | 2019 | 2022 | - | - | - | - | - | - |
| ---- | ---- | ---- | - | - | - | - | - | - |
| 780  | 775  | 780  | - | - | - | - | - | - |

## Lieux et monuments

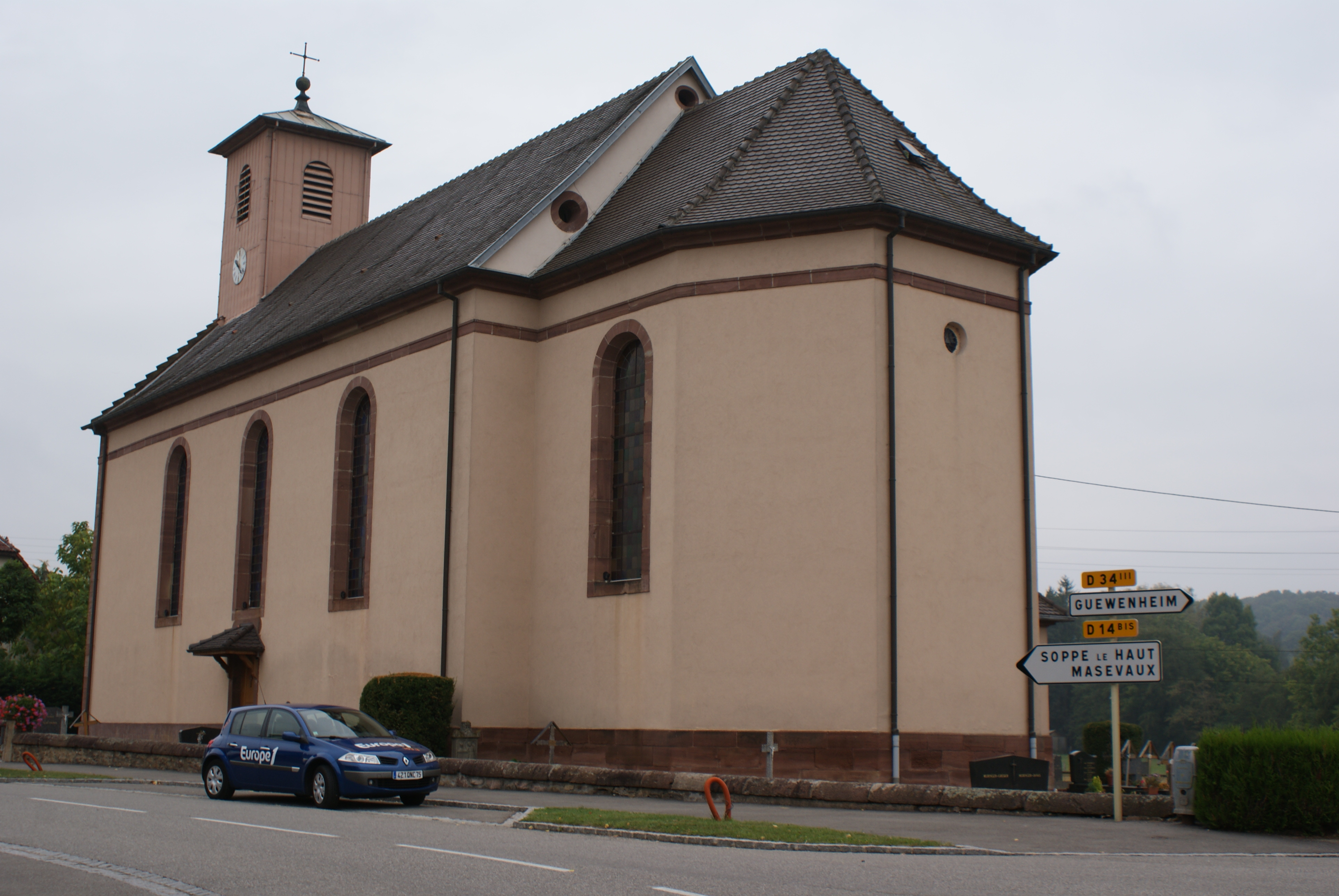
Église de Soppe-le-Bas.

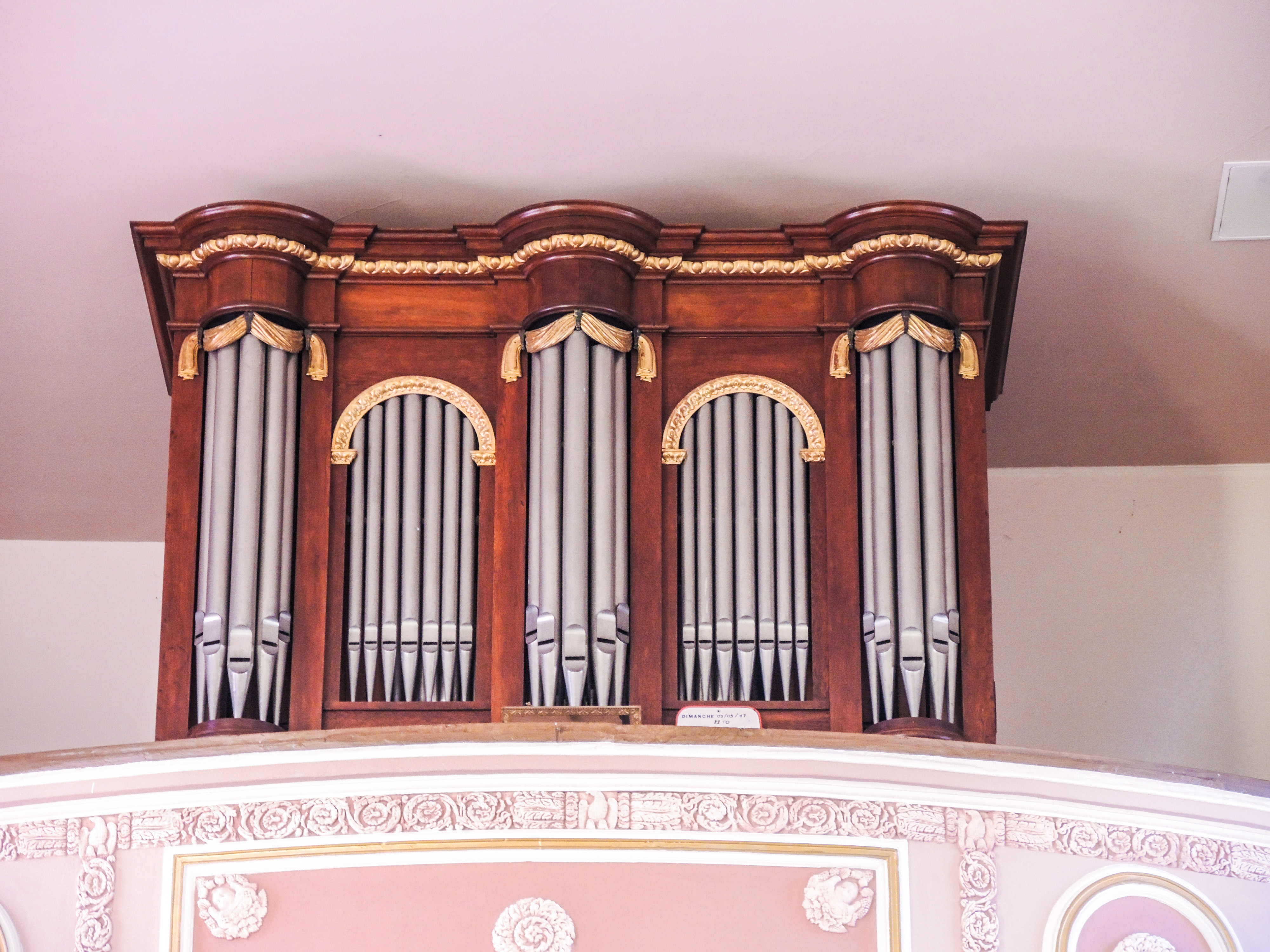
Orgue Rikenbach.

- Orgue Rikenbach.L'église Saint-Vincent de Soppe-le-Bas[27], néoclassique de 1837, abrite un orgue Rinkenbach dont la partie instrumentale a été classée monument historique le 5 novembre 1980.

Une première église Saint Vincent fut construite au XIVe siècle. L'église a été transformée en 1706 et reconstruite en 1772. Le clocher a été réparé en 1784. En 1829 et 1837, de nouveau, le chœur a été reconstruit et la nef agrandie.
L'orgue a donc été construit en 1842 par Valentin Rinkenbach dont c'est l'instrument le mieux conservé, le seul à posséder encore son jeu à anches libres de Physharmonica, spécialité de Valentin Rinkenbach. En 1946, Georges Schwenkedel place une soufflerie électrique. En 2006, Hubert Brayé termine la restauration de cet orgue exceptionnel,,,.
- Le presbytère[32]
- Le Monument aux Morts[33],[34].
- Chapelle funéraire[35].
- Borne[36].

## Personnalités liées à la commune
Jean-Pierre Treiber est inhumé dans le village.